# Clementina Black
Clementina Maria Black (* 27. Juli 1853 in Brighton; † 19. Dezember 1922 in Barnes) war eine englische Schriftstellerin, Feministin und Gewerkschaftlerin, eng mit marxistischen und fabianischen Sozialisten verbunden. Sie setzte sich für die Rechte der Frauen am Arbeitsplatz und für das Frauenwahlrecht ein.

## Leben
Black wurde als eines von acht Kindern des Anwalts, Stadtschreibers und Gerichtsmediziners von Brighton, David Black (1817–1892), Sohn eines Marinearchitekten von Zar Nikolaus I. von Russland, und seiner Frau Clara Maria Patten (1825–1875), Tochter eines Hofporträtmalers, geboren. Zu ihren Geschwistern gehörten der Mathematiker Arthur Black und die Übersetzerin Constance Garnett. Black wurde zu Hause, in der 58 Ship Street, Brighton, hauptsächlich von ihrer Mutter unterrichtet und lernte fließend Französisch und Deutsch.
Im Jahr 1875 starb Blacks Mutter an einem Bruch, den sie sich beim Heben ihres kranken Mannes zugezogen hatte, der beide Beine nicht mehr gebrauchen konnte. Black, als älteste Tochter, musste sich um den kranken Vater und sieben Geschwister kümmern und eine Lehrtätigkeit ausüben. In den 1880er Jahren zog sie mit ihren Schwestern an den Fitzroy Square in London, wo sie sich mit den sozialen Problemen, literarischen Arbeiten und Vorträgen über die Literatur des 18. Jahrhunderts beschäftigte.
Black machte die Bekanntschaft von marxistischen und fabianischen Sozialisten, wie Olive Schreiner, Dolly Ratford und Richard Garnett. Sie wurde auch eine Freundin der Familie Marx, insbesondere von Eleanor Marx. Sie beschäftigte sich über einen langen Zeitraum mit den Problemen der Arbeiterinnen und der aufkommenden Gewerkschaftsbewegung. 1886 wurde sie Ehrensekretärin der Women's Trade Union League und brachte auf dem Gewerkschaftskongress 1888 einen Antrag auf Lohngleichheit ein. 1889 half sie bei der Gründung der Women's Trade Union Association, aus der später der Women's Industrial Council wurde.
1896 begann Black, sich als Teil der Consumers League für einen gesetzlichen Mindestlohn einzusetzen. Sie gehörte zu den Organisatoren des Streik der Streichholzarbeiterinnen (Matchgirls' Strike) in der Streichholzfirma Bryant & May von 1888. Sie war auch in der Fabian Society aktiv. 1895 wurde sie Redakteurin der Women's Industrial News, der Zeitschrift des Women's Industrial Council, die Frauen aus der Mittelschicht ermutigte, über die Arbeitsbedingungen ärmerer Frauen zu recherchieren und zu berichten, und bis 1914 hatte sie fast 120 Berufe untersucht.
In den frühen 1900er Jahren war Black auch in der aufkeimenden Kampagne für das Frauenwahlrecht aktiv und wurde ehrenamtliche Sekretärin des Women's Franchise Declaration Committee, das eine Petition mit 257.000 Unterschriften sammelte. Black trat der National Union of Women’s Suffrage Societies (NUWSS) und der London Society of Women's Suffrage bei. Von 1912 bis 1913 war Black stellvertretende Redakteurin von The Common Cause, dem Publikationsorgan der NUWSS, und nutzte im Gegensatz zu den militanten Suffragetten eher ihre Schriften als direkte Aktionen, um Veränderungen zu beeinflussen.
Blacks erster Roman von sieben, A Sussex Idyl (sic!), wurde 1877 veröffentlicht. An Agitator (1894) handelte von einem sozialistischen Streikführer. Es wurde von Eleanor Marx als eine „realistische Darstellung der britischen Arbeiterbewegung“ charakterisiert. Ihre anderen Romane waren unpolitisch, wobei der letzte, The Linleys of Bath (1911), zu den erfolgreichsten gehörte.
Blacks zwei politische Werke, Sweated Industry and the Minimum Wage (1907) und Makers of our Clothes: a Case for Trade Boards (gemeinsam mit Adele Meyer, 1909) wurden als „powerful works of propaganda“ bezeichnet.
Clementina Black blieb unverheiratet. Sie nahm ihre Nichte Gertrude Speedwell bei sich auf, nachdem der Vater des Mädchens, Blacks Bruder Arthur, seine Frau und seinen Sohn ermordet und anschließend Selbstmord begangen hatte. Sie starb 1922 in ihrem Haus in Barnes, Surrey, und wurde auf dem East Sheen Cemetery in London beigesetzt. Auf ihrem Grabstein steht ein Zitat aus dem Philipperbrief: „Was wahrhaftig ist, was ehrbar, was gerecht, was rein, was liebenswert, was einen guten Ruf hat, sei es eine Tugend, sei es ein Lob – darauf seid bedacht!“ (Phil 4, 8)

## Werke
- A Sussex Idyl. Samuel Tinsley, London 1877.
- Orlando, Volume I.-III. Smith, Elder & Co., London 1879 (Vol I.). (Vol II.) (Vol III.)
- Mericas and other stories. W. Satchell & Co., London 1880 (archive.org).
- Miss Falkland and other stories. Lawrence & Bullen, London 1892.
- An Agitator. Bliss, Sands & Co., London 1894.
- mit Stephen N. Fox: The Truck Acts: what they do, and what they ought to do. Women's Trade Union Association, London 1894.
- The Princess Désirée. Longmans, London 1896 (archive.org).
- The Pursuit of Camilla. Pearson, London 1899 (archive.org).
- Frederick Walker. Duckworth & Co., London 1902 (archive.org).
- Kindergarten Plays. R. B. Johnson, London 1903.
- Sweated Industry and the Minimum Wage. Duckworth & Co., London 1907 (archive.org).
- Caroline. John Murray, London 1908.
- A Case for Trade Boards. London 1909.
- mit Adele Meyer (Mrs. Carl Meyer): Makers of our Clothes: a case for trade boards. Being the results of a year's investigation into the work of women in London in the tailoring, dressmaking, and underclothing trades. Duckworth & Co., London 1909 (archive.org).
- The Lindleys of Bath. M. Secker, London 1911 (archive.org).
- als Herausgeberin: Married Women's Work. G. Bell & Sons, London 1915 (archive.org).
- A New Way of Housekeeping. Collins, London 1918 (archive.org).